# Svetlana Moshkovich

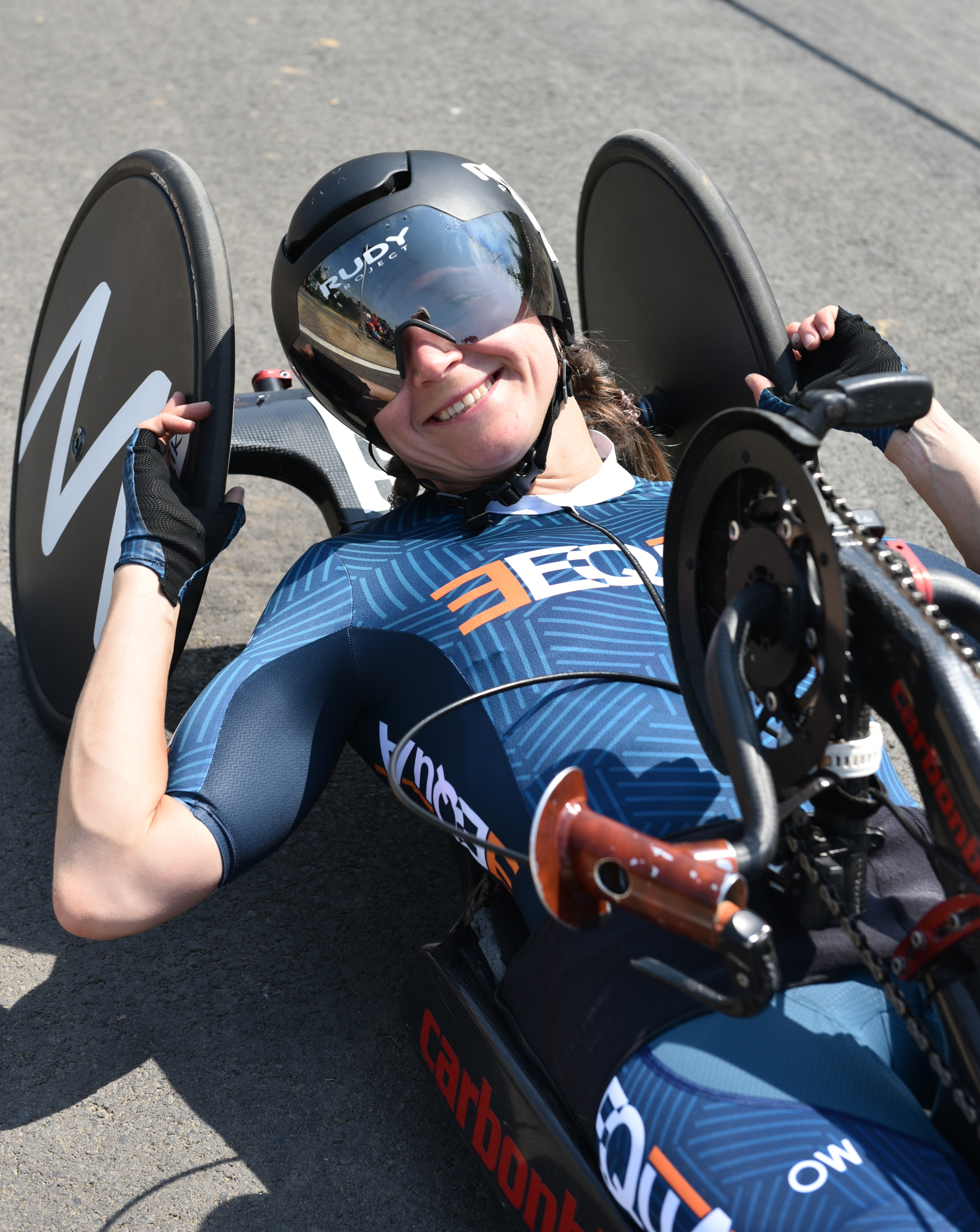
Moshkovich bei der Cologne Classic 2022

Svetlana Moshkovich (russisch Светлана Владимировна Мошкович / Swetlana Wladimirowna Moschkowitsch; * 4. Juni 1983 in Krasnojarsk, Russische SFSR, Sowjetunion) ist eine russisch-österreichische Paracyclerin, die Rennen mit dem Handbike bestreitet.

## Werdegang
Svetlana Moshkovich ist in Krasnojarsk aufgewachsen, wo sie auch an der pädagogischen Universität studiert hat und nebenbei als Flugbegleiterin gearbeitet hat. Im Jahr 2004 wurde Svetlana Moshkovich bei einem Autounfall schwer am Rückenmark verletzt. Ihr Freund und ein weiterer Freund starben bei diesem Unfall, sie selbst muss seitdem einen Rollstuhl nutzen. Vor diesem Unfall hatte sie Tanzsport betrieben. Im Rahmen einer Reha-Maßnahme kam sie aus Russland nach Heidelberg. Da sich das Leben für einen körperbehinderten Menschen in Deutschland selbstständiger als in Russland meistern ließ, beschloss sie 2009 zu bleiben. Sie setzte ihr Studium in Computerlinguistik fort und begann, mit dem Handbike Sport zu treiben, was ihr ein Gefühl der Freiheit vermittelte. Anschließend nahm sie ein Sportstudium in Innsbruck auf, wo sie seit 2014 lebt. 2022 wurde Svetlana Moshkovich österreichische Staatsbürgerin.
Ab 2011 bestritt Moshkovich Weltcup-Rennen im Paracycling, zunächst für Russland. Bei den Sommer-Paralympics 2012 in London belegte sie den dritten Platz im Zeitfahren; im Straßenrennen wurde sie Sechste. 2015 errang sie den Weltmeistertitel im Zeitfahren, und sie errang weitere Medaillen bei Weltmeisterschaften und anderen Rennen. 2021 startete sie bei den Paralympics in Tokio, wurde Vierte im Straßenrennen und Neunte im Zeitfahren.
2015, 2018 und 2023 gewann Moshkovich die Gesamtwertung des Weltcups. Im September 2023 wurde ihr die Genehmigung erteilt, bei Großveranstaltungen wie den Paralympics und Weltmeisterschaften künftig für Österreich zu starten. Für 2024 plante sie, bei den Paralympics in Paris zu starten und einen Stundenweltrekord aufzustellen. Für die Schlussfeier der Paralympics 2024 wurde sie neben Thomas Frühwirth als österreichische Fahnenträgerin ausgewählt.
Am 22. Februar 2025 stellte Svetlana Moshkovich im Tissot Velodrome im schweizerischen Grenchen einen Handbike-Stundenweltrekord auf: Sie legte als erste Frau innerhalb einer Stunde die Distanz von 36,132 Kilometer in 60 Minuten zurück. Bis zu diesem Tag gab es den Rekord nur für Männer; er liegt bei 47,289 km Kilometer und wurde 2022 vom Niederländer Geert Schipper aufgestellt.John Levison: Paratriathlete Geert Schipper sets new hand-cycling Hour Record. In: tri247.com. 9. November 2022, abgerufen am 23. Februar 2025 (englisch).

## Ehrungen
2023 und 2024 wurde Svetlana Moshkovich österreichische Paracyclerin des Jahres.

## Erfolge
2012
- Paralympics – Zeitfahren

2013
- Weltmeisterschaft – Zeitfahren, Straßenrennen

2014
- Weltmeisterschaft – Zeitfahren, Straßenrennen

2015
- Weltmeisterin – Zeitfahren
- Gesamtwertung Weltcup

2017
- Weltmeisterschaft – Straßenrennen
- Weltmeisterschaft – Zeitfahren

2018
- Weltmeisterschaft – Zeitfahren, Straßenrennen
- Gesamtwertung Weltcup

2021
- Weltmeisterschaft – Straßenrennen
- Europameisterschaft – Zeitfahren

2023
- Gesamtwertung Weltcup

2024
- Weltmeisterin – Einzelzeitfahren